# Bachotek (rezerwat przyrody)
Rezerwat przyrody Bachotek – rezerwat torfowiskowy w województwie kujawsko-pomorskim, w powiecie brodnickim (gmina Zbiczno), na terenie Brodnickiego Parku Krajobrazowego. Ma powierzchnię 22,71 ha, został utworzony w 1984 roku. Położony jest na lewym brzegu rzeki Skarlanki między jeziorami Strażym i Bachotek i stworzony został dla ochrony naturalnych zespołów szuwarowych i leśnych ze stanowiskiem kłoci wiechowatej. Wokół rezerwatu utworzono otulinę o powierzchni 19,67 ha.

## Plan ochrony
Rezerwat posiada plan ochrony ustanowiony Zarządzeniem Nr 0210/9/2013 Regionalnego Dyrektora Ochrony Środowiska w Bydgoszczy z dnia 19 czerwca 2013 r. w sprawie ustanowienia planu ochrony dla rezerwatu przyrody „Bachotek”.
- Powierzchnia ochrony ścisłej [ha]: 19,95
- Powierzchnia ochrony czynnej [ha]: 2,76